# Ponte Tancredo Neves
Il ponte Tancredo Neves, meglio conosciuto come ponte della Fratellanza (in spagnolo: Puente de la Fraternidad, in portoghese: Ponte da Fraternidade), è un ponte internazionale che unisce la cittadina brasiliana di Foz do Iguaçu con quella argentina di Puerto Iguazú. Attraversa l'Iguazú e costituisce una delle principali infrastrtture nella regione della triplice frontiera.
È situato a breve distanza dal Parco nazionale dell'Iguazú e dalle Cascate dell'Iguazú.

## Storia
Nel 1972 i presidenti de facto di Brasile ed Argentina Emílio Garrastazu Médici ed Alejandro Lanusse siglarono un accordo per la costruzione di un ponte sull'Iguazú che unisse i rispettivi paesi. Nel gennaio di dieci anni dopo fu posta la prima pietra dell'infrastruttura.
Fu inaugurato il 29 novembre 1985 dai capi di Stato dei due paesi José Sarney e Raúl Alfonsín.